# Perissana bispinata
Perissana bispinata är en insektsart som först beskrevs av Dlabola 1980.  Perissana bispinata ingår i släktet Perissana och familjen Caliscelidae. Inga underarter finns listade i Catalogue of Life.